# Au hasard Balthazar
Au hasard Balthazar è un film del 1966 diretto da Robert Bresson. Il film fu presentato in concorso alla 27ª Mostra del cinema di Venezia.

## Trama
Balthazar è un asino di proprietà di Jacques, un ragazzino francese. Trascorre però gran parte del suo tempo con Maria che, in seguito a contrasti con Jacques, lo vende a Gérard, un poco di buono che lo maltratta per poi cederlo a sua volta ad Arnold, un alcolizzato. L'asino lavora così in un circo, in cui risolve operazioni matematiche e successivamente gira la ruota di un pozzo agli ordini di un imprenditore che ha come unico amore il denaro.
Alla fine ritorna nella casa in cui era cresciuto, ma Maria non è più una bambina: la vita l'ha cambiata e non si interessa più a Balthazar; l'unica che si preoccupa per lui è la madre della ragazza. Stanco e vecchio, viene rubato durante la notte da Gérard, che lo vuole usare per il trasporto di merci di contrabbando, e preso a bastonate per l'ultima volta dato che gli agenti della dogana iniziano a sparare contro il ragazzo ed il suo amico. Questi scappano, Balthazar viene ferito e il film si conclude con l'animale stremato che si lascia andare a terra in mezzo a un gregge di pecore.

## Produzione
Il film ebbe una gestazione lunghissima, circa 10 anni, in cui Bresson riprendeva e abbandonava a intervalli l'idea di fare di un asino il protagonista di un film. Nessun produttore sembrava essere interessato, fino a che il regista non incontrò Anatole Dauman, che aveva prodotto Hiroshima mon amour. Questi intuì subito di trovarsi di fronte a un potenziale capolavoro.
Daunman ne ebbe la conferma quando, ad una prima proiezione a cui aveva invitato personaggi influenti della cultura francese quali Marguerite Duras, Roger Stéphane e Jean-Luc Godard, il film destò un generale entusiasmo. Godard in particolare rimase talmente affascinato dalla protagonista (Anne Wiazemsky) che dopo la prima del film decise di sposarla e di farne la sua musa personale.
Il titolo del film è il motto che si legge sullo stemma araldico dei conti di Baux, che si dicevano discendenti di Baldassarre, uno dei tre Re Magi. Bresson voleva per il suo asino un nome biblico e gli piacque molto anche la rima di questo motto.
È stato scritto che senza le sovvenzioni statali Bresson non avrebbe più avuto possibilità alcuna di poter girare altri film dopo Au hasard Balthazar. Nessun produttore avrebbe osato finanziare le sue opere senza il supporto di Avance, della televisione o del Ministero della Cultura direttamente. Ciò è fondamentale nell'evoluzione del cinema moderno in quanto Bresson costituisce la figura emblematica di tutto il cinema d'autore, cinema sovvenzionato, assistito così come, in Francia, il teatro.

## Critica
Il dizionario del cinema Il Morandini gli assegna cinque stelle su cinque..
Tale gradimento è dimostrato anche dal pubblico, nonostante non si tratti di un film "da botteghino". Gli utenti del sito IMDb hanno giudicato la pellicola con una media pesata di 7.8, e di essi più di un quinto si è espresso con il voto massimo di 10.
Dopo il restauro ad opera della Cineteca di Bologna è proiettato all'Istituto Francese di Firenze nell'ambito di Storia del Cinema (DAMS) della stessa città, quale «capolavoro del cinema di Robert Bresson», rimanendo in linea con quanto scritto nell'Enciclopedia del cinema da Georges Sadoul: «Il film più grave e forse più importante, opera di culmine e insieme di svolta, della filmografia bressoniana».

## Riconoscimenti
- 1967 - Semana Internacional de Cine de Valladolid
  - Premio Ciudad de Valladolid